# Nowy Świat (powiat nowodworski)
Nowy Świat – opuszczona osada rybacka w Polsce była położona w województwie pomorskim, w powiecie nowodworskim, w gminie Sztutowo. Funkcjonowała przed II wojną światową, należała do probostwa Przebrno. Położona była pomiędzy Skowronkami a Przebrnem.  
Obecnie w rejonie osady położony jest kanał przez Mierzeję Wiślaną, wraz z portem o tożsamej z nazwą osady nazwą: Nowy Świat. 